# Religio: Revue pro religionistiku
Religio: Revue pro religionistiku (zkráceně někdy nazýván Religio) je odborný religionistický časopis. Vychází od roku 1993 a měl zaplnit mezeru v publikacích tohoto druhu. Jedná se o nejstarší religionistické periodikum v ČR.  Časopis vychází dvakrát ročně v elektronické i tištěné verzi a vydává jej Česká společnost pro religionistiku ve spolupráci s Ústavem religionistiky Filozofické fakulty Masarykovy univerzity v Brně. Od roku 2022 je šéfredaktorem David Václavík.
Religio přijímá příspěvky do rubrik Studie, Rozhledy, Zprávy a Recenze a pravidelně publikuje tematická čísla. Publikace v Religiu je bez poplatku a plné texty článků jsou dostupné v Digitální knihovně Filozofické fakulty Masarykovy univerzity. Časopis je zařazen do citační databáze Scopus nakladatelství Elsevier. 
Religio odebírají i vědecké knihovny v České republice.

## Posloupnost šéfredaktorů časopisu
| Šéfredaktor      | Roky                              |
| ---------------- | --------------------------------- |
| Jan Heller       | 1993–1994                         |
| Pavel Spunar     | 1994–2008                         |
| Břetislav Horyna | 2009–2011                         |
| Jan Kandert      | 2012–2022                         |
| Luther H. Martin | zahraniční šéfredaktor, 2012–2022 |
| David Václavík   | od roku 2022                      |

## Posloupnost výkonných redaktorů časopisu
- Helena Pavlincová (1993–2001)
- Dalibor Papoušek (2002–2006)
- Jana Valtrová (2007–2009)
- David Zbíral (2009–2017)[6]
- Michaela Ondrašinová (2017–2021)
- Kamila Klingorová (od roku 2021)[8]
- Andrea Beláňová (od roku 2023)[9]